# Dolba hyloeus
Dolba hyloeus este o specie de molie din familia Sphingidae. Este întâlnită în estul Statelor Unite din Maine în sud spre Florida, și vest spre  Wisconsin, est spre Oklahoma și sud spre Texas.

## Descriere

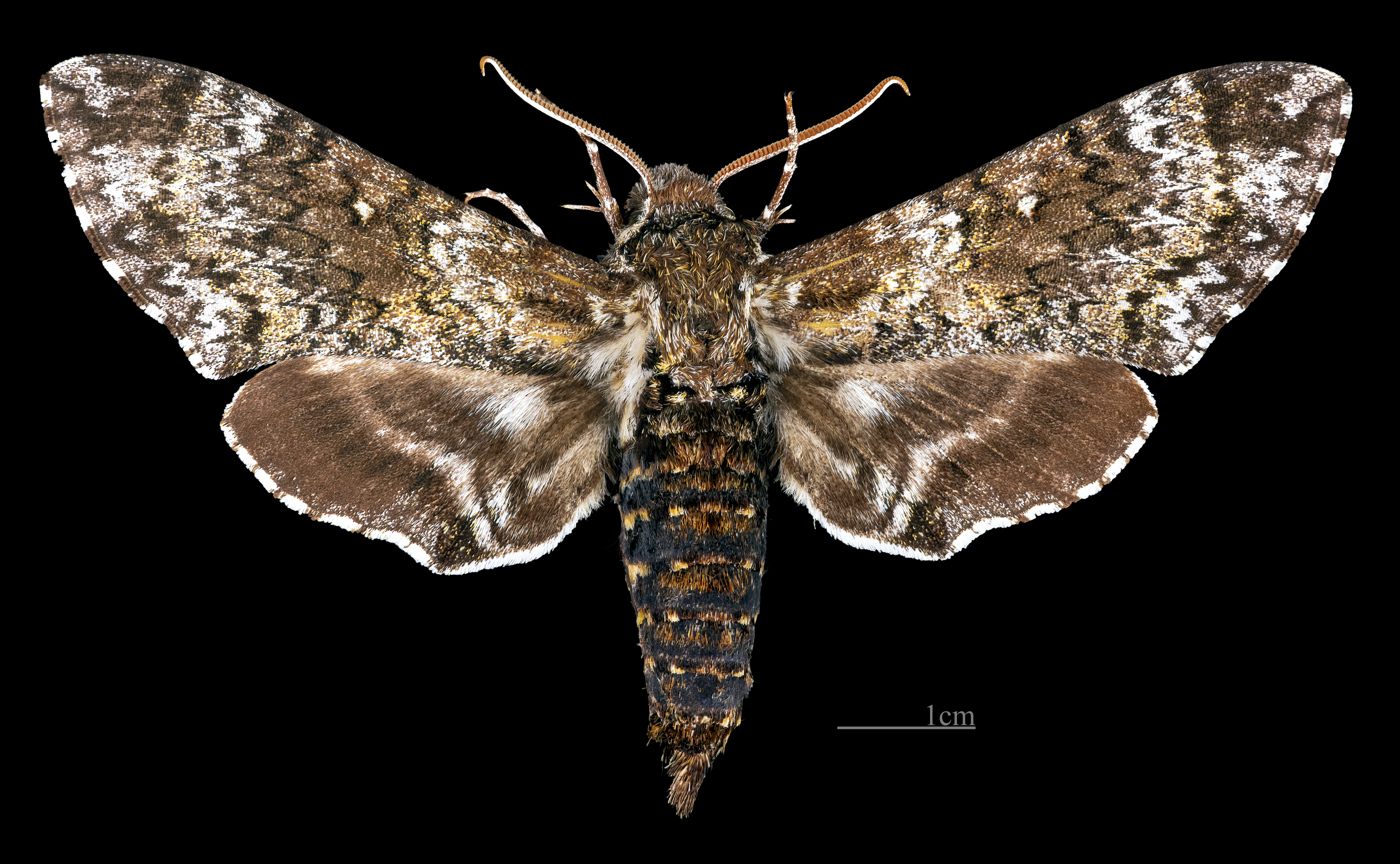
♂
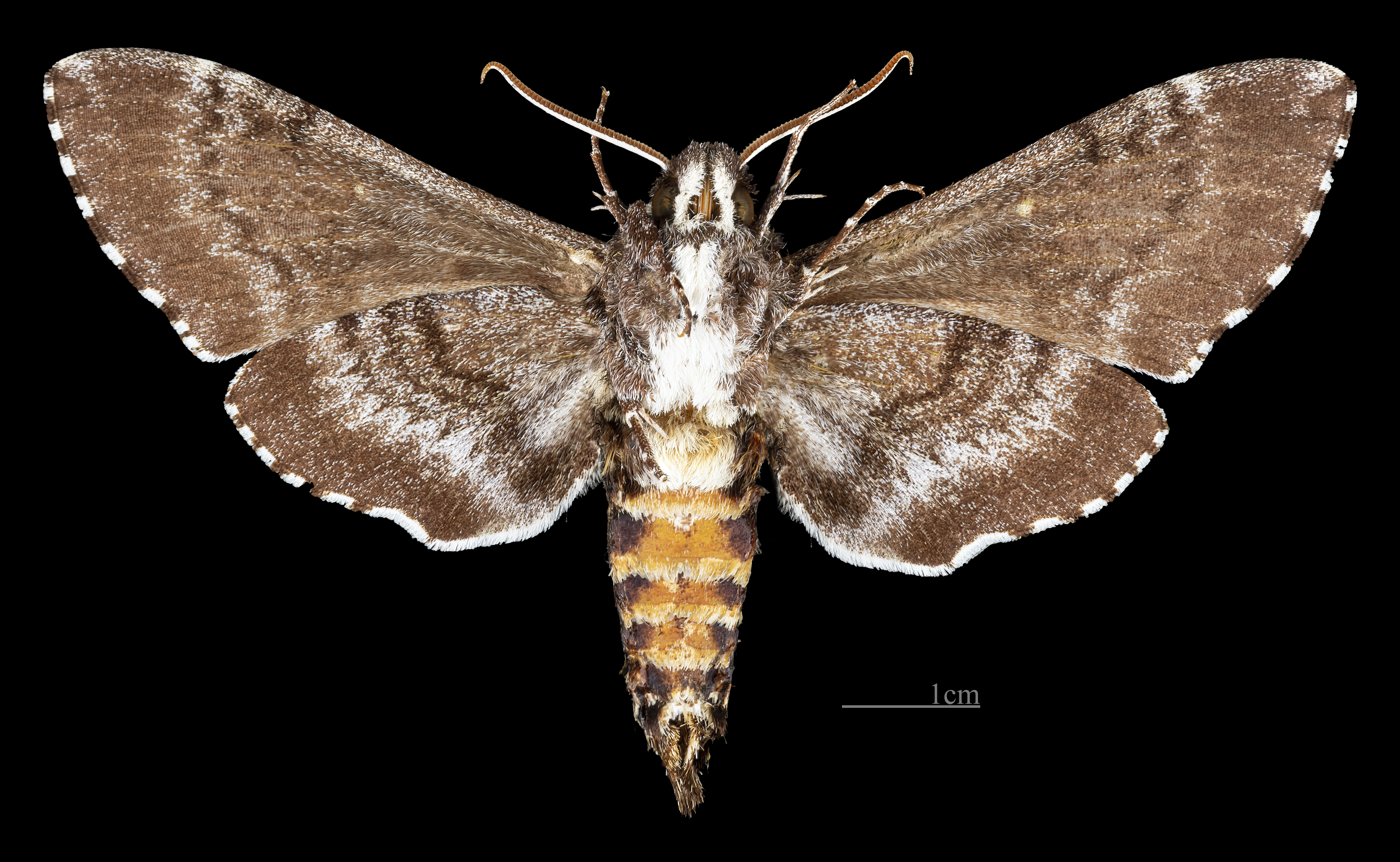
♂ △
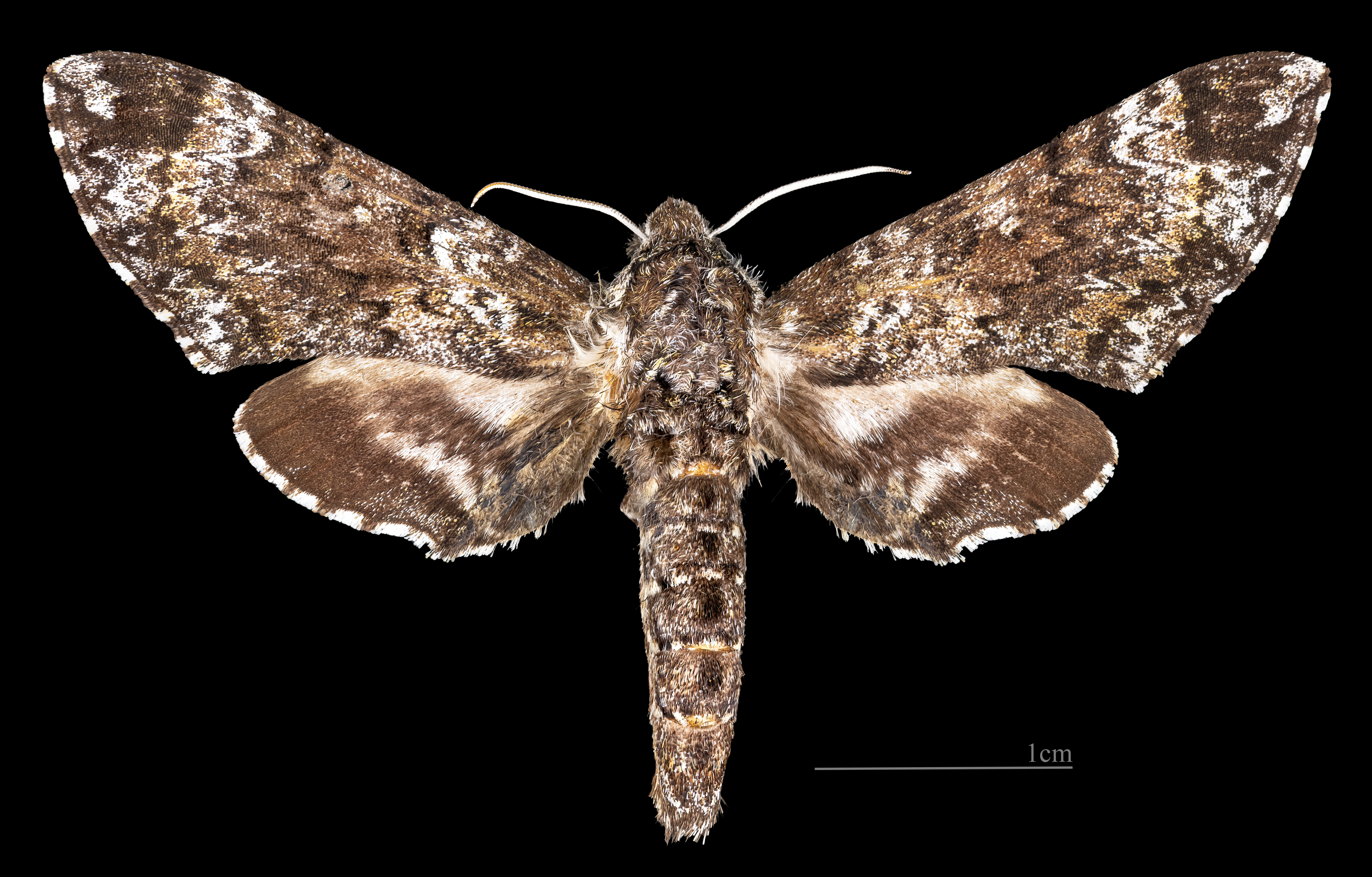
♀
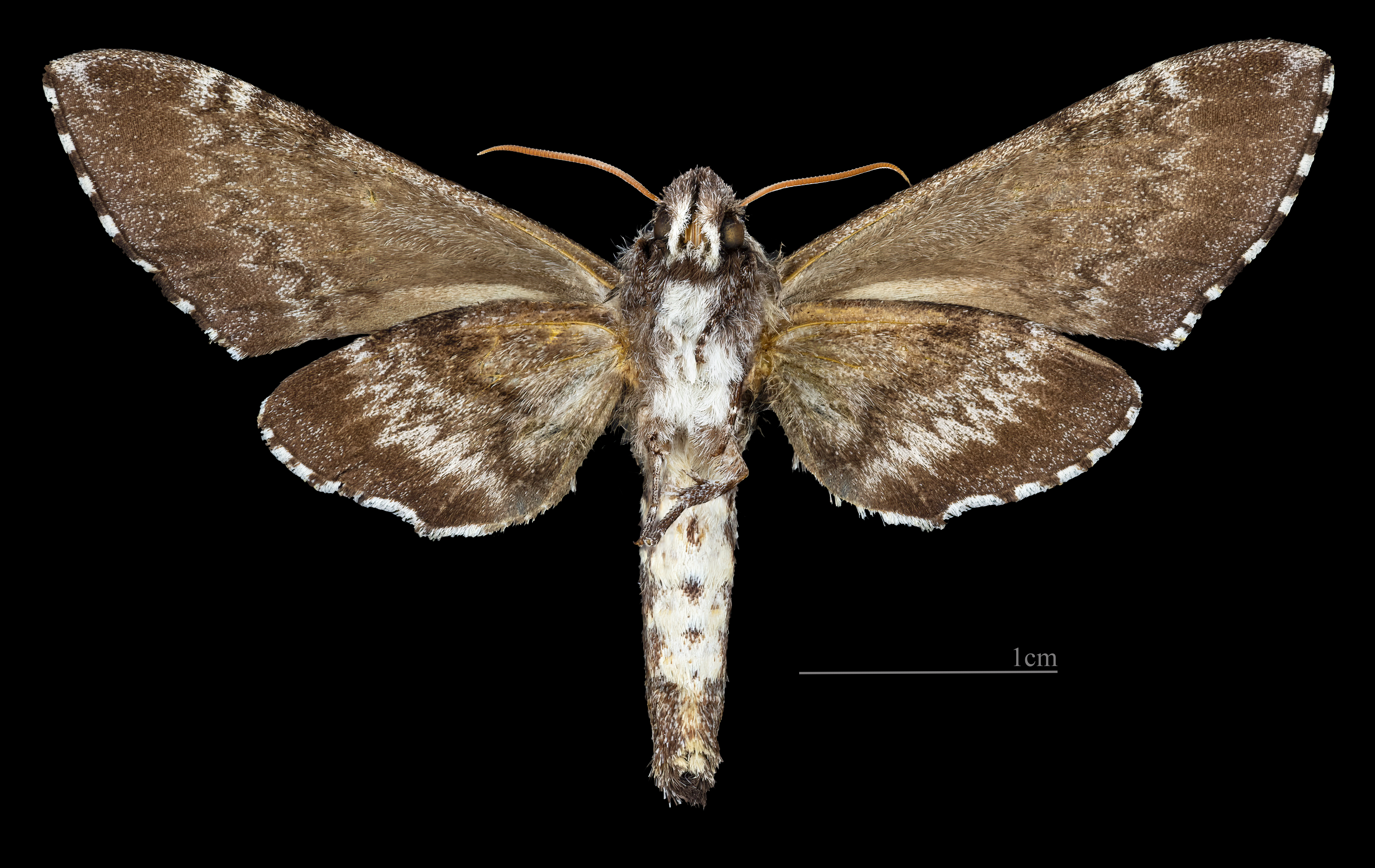
♀ △

Anvergura este de 50–68 mm.